# 2012年波音727坠毁实验
2012年波音727坠毁实验（英语：2012 Boeing 727 crash experiment）开展于当年4月27日的墨西哥墨西加利附近。该实验使用的飞机是一架波音727-200型客机，执行实验时机上搭载了摄像机、碰撞测试假人和其他科学仪器，目的是观测在机上不同位置的存活率。该实验的画面后被多家电视台转播。

## 航机和实验场地

### 航机
该实验所用的飞机是一架波音727-200型客机，原隶属于新加坡航空（注册号：N293AS）和冠军航空（此时的注册号为XB-MNP），后辗转到布罗肯之翼公司旗下（其也参与了这次实验），随后被转让给一家墨西哥公司，又在拍摄前被美国国家地理自前述公司购买。这架飞机曾于1996年因美国大选（此时隶属于大西洋航空）而租借给鲍勃·多尔。

### 场地
试验场地选在了墨西哥墨西加利附近，而不是美国本土的沙漠，原因是美国当局不允许进行实验。

## 飞行
在进行遥控飞行和坠毁之前，需要获得墨西哥政府的几项联邦许可。此外，墨西哥当局规定，由于飞机将飞越人口稠密的地区，因此部分飞行期间必须有人驾驶。
该航班由机长吉姆·鲍勃·斯洛库姆驾驶，之後由前美国海军飞行员，美国航空機師奇普·尚勒进行遙控。
飞机从墨西加利利国际机场起飞，机上有三名机组人员和三名支援跳伞人员，以及一些假人，后方有一架塞斯纳空中霸王紧随其后担任监控机。当飞机向墨西哥下加利福尼亚州的索诺兰沙漠飞行时，机上的所有人通过727的机腹舷梯跳伞逃生。斯洛库姆在撞击前三分钟最后一个离开飞机。随后，尚勒从监控机上遥控驾驶了这架喷气式客机直到坠毁。
这架客机以高达每小时140英里（120节，230公里/小时）的速度坠毁，下降速度为每分钟1,500英尺（460米/分钟）。撞击后，肇事机解体成几段，主起落架折断，驾驶舱与机身分离。
为了对公众安全做出保障，安全小组以及墨西哥军警封锁了实验区域。

## 后续
在墨西哥当局的监督下，实验现场进行了全面清理。
实验中幸存下来的大部分飞机残骸（包括机身大部以及驾驶舱和机头）被转移到墨西加利南部5号联邦公路旁的一块田地，位于32°30′05″N 115°23′48″W，截至2022年12月，肇事机仍然在那里。

## 结论
这次实验的结论是，在坠机时，飞机前部的乘客风险最大。坐在靠近机翼的乘客会严重受伤但会幸存，例如脚踝骨折。靠近机尾的乘客会基本完好无损，意味着那里的乘客可能不会受到严重伤害。然而，在尾部先撞地时，情况可能正好相反，最著名的例子为韩亚航空214号班机空难，该架波音777-200ER型客机在旧金山国际机场跑道前坠毁。防撞姿势被发现可以防止脑震荡和脊椎损伤，但会给腿部带来额外负荷，可能导致腿部或脚踝骨折。此外，飞机的线路和装饰面板塌陷进客舱，造成碎片隐患并妨碍撤离。

## 影视作品
关于该实验的电视节目由探索频道（美国）、蜻蜓影视制作公司（英国）、Pro Sieben（德国）和第四台 (英國)制作，剧集名称为《航机失事》。
播出过《航机失事》的频道有：
- 探索频道《好奇心》，于2012年10月7日播出[16][17]，由乔希·查尔斯主持[17][18]。
- 英国第四频道，于2012年10月11日播出[19][20]，因为和西塔航空601号班机空难和播出时间相隔不到两周曾引发批评[21]。
- 加拿大探索频道，于2012年10月28日播出[11]。
- 德国ProSieben，于2012年年底播出[22]。
- 印度探索频道，于2012年12月17日播出。
- 法国电视五台，于2013年6月23日播出。

## 引用
1. ↑  PlaneLogger. . www.planelogger.com. PlaneLogger.   [2024-06-17].
2. ↑  Federal Aviation Administration. . registry.faa.gov. America Government.   [2024-06-17]. （原始内容存档于2020-05-02）.
3. ↑  Harro Ranter. . asn.flightsafety.org. Aviation Safety Network.   [2024-06-17]. （原始内容存档于2024-07-21）.
4. ↑  Federal Aviation Administration. . registry.faa.gov. America Government.   [2024-06-17]. （原始内容存档于2020-05-02）.
5. ↑  Don Kaplan. . New York Daily News (New York Daily News.). 2012-10-02  [2024-06-17].
6. ↑  Airliners.net. . airliners.net. Airliners.net.   [2024-06-17].
7. ↑  David Hinckley. . New York Daily News (New York Daily News). 2012-10-06  [2024-06-17]. （原始内容存档于2015-04-12）.
8. ↑  Natalie Evans. . The Mirror (The Mirror). 2012-10-12  [2024-06-17]. （原始内容存档于2019-03-06）.
9. 1 2  Bart Jansen. . www.usatoday.com. USA Today.   [2024-06-17]. （原始内容存档于2018-10-08）.
10. ↑  Amy Marcott. . alum.mit.edu. Slice of MIT.   [2024-06-17]. （原始内容存档于2014-02-22）.
11. 1 2 3  Curiosity. . www.discoverychannel.ca. Discovery Channel Canada.   [2024-06-17]. （原始内容存档于2013-01-15）.
12. ↑  Google Maps. . www.google.com. Google LLC.   [2024-06-17]. （原始内容存档于2024-02-20）.
13. ↑  Ameya Paleja. . Interesting Engineering (interestingengineering.com). 2023-01-02  [2024-06-17]. （原始内容存档于2024-06-17）.
14. ↑  JAMES FELTON. . IFLSCIENCE (IFLSCIENCE). 2022-12-13  [2024-06-17]. （原始内容存档于2024-06-17）.
15. ↑  David Kaminski-Morrow. "VIDEO: Boeing 727 deliberately crashed in desert for TV" （页面存档备份，存于）. Flight International, April 30, 2012. (accessed 2012-10-17)
16. ↑  Discovery Channel. 2012-10-07 （页面存档备份，存于） TV schedule (accessed 2012-10-17)
17. 1 2  Discovery Channel, Curiosity season 2 episode 1, "Plane Crash", airdate: 2012 October 7
18. ↑  Sorcha Pollak. "Discovery Channel Crashes a Jet Plane — on Purpose" （页面存档备份，存于）. Time, October 7, 2012. (accessed 2012-10-17)
19. ↑  Channel 4. "The Plane Crash" （页面存档备份，存于） (accessed 2012-10-17)
20. ↑  Channel 4. 2012-10-11 （页面存档备份，存于） TV schedule (accessed 2012-10-17)
21. ↑  Caroline Shearing. "The Plane Crash: Channel 4 defends latest publicity stunt" （页面存档备份，存于）. The Telegraph (London), 11 October 2012. (accessed 2012-10-17)
22. ↑  （德語） Sebastian Steinke, "Fernsehsender lassen unbemannte Boeing 727 bruchlanden"[永久], FlugRevue, 3 May 2012 (accessed 2012-10-27)